# Gangstar: Samurai
Gangstar: Samurai est un jeu vidéo de type GTA-like sorti sur BREW et DoJa et développé par Gameloft. Sorti uniquement au Japon en 2009, il s'agit du troisième épisode de la série Gangstar.